# 朝一眞
朝 一眞（あさ かずま、1982年2月6日-）は、日本の型枠大工で、TBS『SASUKE』の有力選手。SASUKE新世代の1人としても数えられる。既婚で2児の父。

## 人物
身長172cm 体重62kg。
学生時代は野球に打ち込み、甲子園を目指していた。
『SASUKE』第21回大会開催に先駆けて行われた「SASUKEトライアル2008」を第4位で通過し初出場。その後は予選落ちなどで出場が叶わない日々が続いたが、第27回で久々に予選会を通過し、初めて1st STAGEをクリア。人目を憚ることなく嬉し涙を流し「夢やったんで!」と語っていた。その後の大会でもクリアしてもリタイアしても男泣きすることが多かった。
その後第28～31回まで4大会連続3rd STAGEに進出し、第30回では1st・2nd両方で最速タイムを樹立。しかし先述の4大会ではいずれも3rdのクレイジークリフハンガーでリタイア。足の怪我により第33回を最後に出場していない。

## SASUKEでの戦歴

### 大会ごとの戦歴

#### 第21回大会～第26回大会
第21回に予選会4位通過で初出場。1stステージのそり立つ壁でタイムアップ。挑戦後のインタビューでは「サスケ、ほんまに厳しいですわ」と言葉を残した（ゼッケン45、ダイジェスト）。
第22回は予選会の第1種目であった綱引きで敗退。直後の敗者復活では800m走で復活枠の10人に入り辛うじて生き残ったが、続く第2種目のクライムウォールで足袋を履いている影響から斜面で滑り、頂上にある旗を獲得できず脱落。
第23回 - 第26回大会は予選会が開催されていないことから、出場できず。

#### 第27回大会～第30回大会
第27回は予選会を勝ち上がって6大会ぶりの出場。1stでは前回リタイアしたそり立つ壁を3度目の挑戦で突破。直後のスピンブリッジで一切止まることなく走り抜け、12.10秒残しで初の1stクリアを達成し、直後のクリアインタビューでは「(SASUKEは)人生の目標やったんで」と漏らし歓喜の涙を流した。2ndでは同大会脱落者が多発していたダブルサーモンラダーで1→2基目の移動に成功するも、2基目の最上段手前で段を掛け違えたと同時に手が離れリタイア（ゼッケン55）。
第28回は1stを難なく突破。2ndではSASUKE史上初の水泳エリアであるバックストリームでニッカボッカのまま挑み攻略。そのまま同大会1人目のクリア者となった。自身初挑戦となった3rdでは、新エリアのクレイジークリフハンガーで横移動に苦戦し、粘りを見せるも反対側へ飛び移り寸前に、大きな叫び声のような声を出して力尽きて落下（ゼッケン58）。
第29回は前々回大会からの活躍が評価され、ゼッケンが大幅に昇進。自身初めて90番代を付けた。1stを30.30秒残しの圧巻の速さでクリアし、自身初の最速タイムを樹立。前回より難易度が急上昇した2ndもやや苦しみながらも、突破。3rdではクレイジークリフハンガーにリベンジを挑むも飛距離が足りずクレイジークリフハンガーに届かずリタイア（ゼッケン96）。
第30回は前回大会後から交際中の彼女が見守る中で挑戦。1stでは最速タイムレースが激化する中で2大会連続で35.55秒残しの圧巻の最速クリアを達成。2ndでも10.00秒残しで警告音を鳴らさず、1st・2ndダブル最速タイムを達成。3rdでは自身初めてステージ最終競技者となったが、クレイジークリフハンガーで突起を掴み切れずリベンジならず（ゼッケン2998）。

#### 第31回大会～第33回大会
第31回ではスタート前に恋人から御守りを預かった直後に指輪を渡すプロポーズを行い、「心配かけたな。幸せにする。絶対幸せにする」と誓い挑んだ1stを最速タイムこそならなかったが、29.4秒残しで余裕をもってクリア。2ndはサーモンラダー上り・下りともに時間を掛けて慎重に攻略し、制限時間との戦いになるも攻略。4大会連続の挑戦となった3rdでは、クレイジークリフハンガーに4度目の正直で挑むも、飛び移りに指がかかったが右手が外れ落下。本人は落下した直後に「持った」と語り悔しさを露わにした。川口朋広からは「何故今ので失敗したのかが分かりません。今のは振りも飛びも完璧でした」と評され、インタビューでも「持ったんですよね...」と悔しさをあらわにした。
第32回では、前回大会後に結婚し、子供にも恵まれた。さらに植木職人から父親の後を追って型枠大工に転職し、ゼッケン95番で出場。ゼッケン93番・ドリューの1st挑戦後に収録が中断したため翌日に延期。最速タイム樹立を目標に挑むも、新第3エリアのタイファイターで段差の衝撃が加わった際に体勢が前向きにつんのめるような形で乱れ、タイファイターが対岸に到着するよりもかなり早くタイファイターから飛び出し対岸に飛び込むも、対岸に弾かれる形で落水。初出場以来の1stリタイアとなった。
第33回では前回の反省から「改めて自分は挑戦者なんだ」と挑戦者としての気持ちを新たにしての挑戦となった。今大会では前回大会落下したタイファイターも問題なく攻略し、ペースは落ちたものの警告音を鳴らさず、2大会ぶりに1stをクリア。2ndでは自身の挑戦まで8人連続リタイアという状況を自らのクリアで断ち切った。競技後、「クリアしてもしんどいし途中で終わってもしんどいんやったら、だったらクリアしてしんどいほうがええやん」と涙ながらに語った。3rdではクリフハンガーに5度目の挑戦を目論んでいたが、その手前のフライングバーで1回目の跳躍に成功した直後に、体勢を立て直そうとした際にバーが勢い余り皿から外れ落下。本人は落下した直後に「うわーミスった」「最悪や」と語り、想定外のリタイアであった事を明かした。インタビューでは「本当に3rdステージにこれてめちゃくちゃ嬉しかったんですよ。(クレイジークリフハンガーを)やる前なのに泣くなんて思わなくて、クレイジーやりたかったんですよほんまに」と悔しさを露わにした。今大会を最後に出場が途絶えているが、第34回は緑山に駆け付けていた。

### 大会別成績
| 大会       | ゼッケン | STAGE | 記録                     | 備考                       |
| ---------- | -------- | ----- | ------------------------ | -------------------------- |
| 第21回大会 | 45       | 1st   | そり立つ壁               | タイムアップ、ダイジェスト |
| 第27回大会 | 55       | 2nd   | ダブルサーモンラダー     | 2基目・4→5段目             |
| 第28回大会 | 58       | 3rd   | クレイジークリフハンガー | 3本目                      |
| 第29回大会 | 96       | 3rd   | クレイジークリフハンガー | 3→4本目                    |
| 第30回大会 | 2998     | 3rd   | クレイジークリフハンガー | 3→4本目                    |
| 第31回大会 | 95       | 3rd   | クレイジークリフハンガー | 3→4本目                    |
| 第32回大会 | 95       | 1st   | タイファイター           |                            |
| 第33回大会 | 95       | 3rd   | フライングバー           | 2回目跳躍前、バーが脱線    |

### 通算成績
| 出場数 | 2nd進出 | 3rd進出 | FINAL進出 | 最優秀成績 |
| ------ | ------- | ------- | --------- | ---------- |
| 8回    | 6回     | 5回     | 0回       | 0回        |

- 2021年 第39回大会終了時点

### 最速タイム
| 大会       | STAGE | 制限時間 | 残りタイム | クリア人数 | 備考 |
| ---------- | ----- | -------- | ---------- | ---------- | ---- |
| 第29回大会 | 1st   | 105秒    | 30.30秒    | 21人       |      |
| 第30回大会 | 1st   | 105秒    | 35.55秒    | 27人       |      |
| 第30回大会 | 2nd   | 110秒    | 10.0秒     | 9人        |      |

## 特筆
- SASUKE挑戦時においては「気持ちや気持ち！」と自身に言い聞かせるように発する事が一つのルーティンとなっており、自身のパフォーマンスだけでなく他選手の挑戦時も熱意溢れる声援を行う姿が見られる。
- 挑戦時の服装も「目指すは完全制覇 サスケ夢舞台」という刺繍の入ったニッカボッカを履き込み、露出した上半身の背中に「SASUKE魂」とマジックで書き込むほどの熱の入れようであり、水泳のエリアがあり大多数の挑戦者が水着を着用して挑む2ndも、ニッカボッカを履き込んだままクリアする荒業を見せている。
- クレイジークリフハンガーに4度挑戦していずれもリタイアしているが、クリフハンガー系統に4大会連続でリタイアしているのは他に佐藤惇しかいない。
- 私生活においては、第30回大会前から交際していた彼女がいたが、第31回大会の1stスタート前に彼女へ公開プロポーズをし、そのプレッシャーの中1stステージをクリアして結婚。第32回大会の紹介VTRには、結婚式の様子も映された。その彼女との間には2児の女児にも恵まれている。
- 第30回大会前に、肺気胸を患ったSASUKE新世代の又地諒を見舞い激励。その又地が同大会でFINALに進出し、競技後に朝への感謝の言葉を述べた際も、号泣しながら又地の挑戦を労った。
- 関西方面に在住していることから、同地域に在住する森本裕介と仲が良い。
- 第34回大会以降はSASUKEに出場していないが、第35回大会放送後にプライベートでも親交がある漆原裕治のYouTubeチャンネルに森本裕介と共に出演。第35回大会放送時に髙橋賢次のSASUKE引退を知り、泣きながら電話を掛けたと語った。